# Adolfo Gelsi Bidart
Adolfo Gelsi Bidart (Montevideo, 1918-1998) fue un abogado y profesor uruguayo especializado en Derecho procesal y Derecho agrario. Fue doctor honoris causa por la Universidad de la República (Uruguay) y por la Universidad Nacional del Litoral (Santa Fe, Argentina) y Académico de Número de la Academia Nacional de Letras del Uruguay. Autor de numerosos libros y artículos especializados en derecho, una de sus más importantes obras fue la co-redacción del Código General del Proceso uruguayo.

## Familia y estudios
Nacido en Montevideo en el año 1918 siendo descendiente de vasco-franceses. Estudió Derecho en la Universidad de la República y se recibió en 1942 con calificaciones sobresalientes, al punto que fue exonerado de los derechos del título. Se casó con Ana María Castillo y tuvo 8 hijos. En su época de estudiante fue compañero de generación de Wilson Ferreira Aldunate y ayudante de profesor del doctor Eduardo Couture (especialista en Derecho Procesal) junto con el doctor Arlas en la Facultad de Derecho.
Estudió filosofía ejercitando dicha disciplina en Derecho y también en términos clásicos, con estudios de metafísica, de lógica y de psicología. Era en la filosofía del Derecho un destacado expositor del “Tomismo”, es decir, de la tesis de Tomás de Aquino. Fue de las personas que más conocía en Uruguay sobre Jacques Maritain, un neotomista muy trabajador de la Escuela del Derecho Natural. Conocía la profundidad del “jus naturalismo”, una de las escuelas filosóficas profundas del Derecho, que todavía tiene influencia en el Uruguay y que tiene una adhesión en el artículo 72 de la Constitución.

## Actividad laboral
Fue abogado del Frigorífico Nacional y asesor de la Asociación Rural del Uruguay. Decano de la Facultad de Derecho de la Universidad de la República durante dos períodos (1985-1994), fue autor de numerosos libros, artículos especializados y participó en seminarios y conferencias a nivel local e internacional.
Se desempeñó como profesor Grado 5 de Derecho Procesal en la Universidad de la República, disciplina en la que se especializó. En 1957 se fundó el Instituto Latinoamericano de Derecho Procesal, del cual fue nombrado Secretario General. Redactó el Código General del Proceso del Uruguay junto con Luis Torello y Enrique Véscovi, aprobado por el Parlamento bajo la ley N.º 15.982 en octubre de 1988.
Fue creador de la disciplina orgánica del Derecho Agrario en la Facultad de Derecho de la Universidad de la República. En el año 1981, se crea a iniciativa e impulso suyo el Instituto Uruguayo de Derecho Agrario. Contribuyó en la elaboración de la Ley de Riego de la XLIV Legislatura con aportes desde su ámbito del Derecho Agrario. Fue también miembro honorario del Instituto Argentino de Derecho Agrario.

## Actividad política y social
Fue candidato a la Presidencia de la República por el Partido Demócrata Cristiano del Uruguay en las elecciones de 1966 bajo la fórmula Adolfo Gelsi Bidart – Miguel Saralegui, que obtuvo 37.219 votos (3% del total.) Se incorporó al Partido Nacional de Uruguay en el año 1971, en oportunidad de la candidatura de Wilson Ferreira Aldunate a la Presidencia de la República. En la época de la dictadura asumió la defensa de presos políticos, detenidos o imputados y de personas que no encontraban abogado, porque muchos letrados vinculados a las esferas de gente perseguida estaban recargados de trabajo.
A comienzos de la década del 50, junto a su esposa Ana María Castillo y un grupo de matrimonios, fundaron el Movimiento Familiar Cristiano, al influjo de la pujante dirección de su creador, el Padre Pedro Richards. A mediados de la década del 60, adaptándose a los cambios sociales que vivía el mundo, decidieron crear el Centro de Investigaciones y Estudios Familiares (CIEF) con el objetivo de brindar una ayuda gratuita a toda la comunidad.
Integró el comité de familias que fundaron el Colegio Stella Maris de Montevideo en 1955 junto con la familia Moor-Davie, Germán Surraco, Manuel Pérez del Castillo y Stella Ferreira, Enrique Rozada, Antonio Barreiro, Conrado Hughes, Francisco Ferrer, Rodolfo Anaya, Antonio Galán, Eduardo Strauch y Jorge Álvarez Olloniego. También colaboraron Alberto Gallinal, Guillermo Strauch, Roberto Hounié, Jorge Aznárez y Eduardo Berenbau.
Fue abogado ante Roma en temas de Derecho Canónico e impulsó la Comisión de Ética en la Facultad de Derecho de la Universidad de la República.

## Títulos y reconocimientos
Fue nombrado doctor honoris causa por la Universidad de la República en 1996 y doctor honoris causa por la Universidad Nacional del Litoral (Santa Fe, Argentina) en 1969.
Ocupó el sillón Horacio Quiroga de la Academia Nacional de Letras del Uruguay desde 1983.
El 30 de marzo de 1964 recibió de manos del Cardenal Antonio María Barbieri la condecoración pontificia de Caballero de la Orden de San Gregorio Magno por su labor apostólica en servicio de la Iglesia Católica.
Falleció en 1998 con 80 años y fue velado en el Paraninfo de la Universidad de la República (Montevideo, Uruguay.) El 15 de septiembre de 1998 se realizó un homenaje en su honor en la Cámara de Senadores de Uruguay.
Con motivo de los 10 años de su fallecimiento, el 3 de septiembre de 2008 se realizó un homenaje en su memoria en la Sala Maggiolo de la Facultad de Derecho de la Universidad de la República y otro en la Cámara de Representantes de Uruguay el 17 de septiembre de 2008.

## Obras
- Gelsi Bidart, Adolfo (1997). Proceso Penal. Fundación de Cultura Universitaria.
- Gelsi Bidart, Adolfo (1994). Derecho Agrario y Ambiente.
- Gelsi Bidart, Adolfo (1991). Problemas de procesos especiales. Fundación de Cultura Universitaria.
- Gelsi Bidart, Adolfo (1987). De derechos, deberes y garantías, del hombre común. Fundación de Cultura Universitaria.
- Gelsi Bidart, Adolfo (1985). Iniciación. Editorial Universidad.
- Gelsi Bidart, Adolfo (1984). Presentación de las leyes orgánicas procesales, 1982-84. Editorial Universidad.
- Gelsi Bidart, Adolfo (1983). Principios de derecho agrario. Editorial Universidad.
- Gelsi Bidart, Adolfo (1983). Proceso y Acto institucional 12. Fundación Cultura Universitaria.
- Gelsi Bidart, Adolfo (1982). Arrendamientos rurales. Secretaria de Publicaciones del Ministerio de Justicia, Acali Editorial.
- Gelsi Bidart, Adolfo (1981). Familia, una reflexión sobre formación consistencia, funcionamiento y ubicación. Ediciones Idea.
- Gelsi Bidart, Adolfo (1980). Arrendamientos rurales. Ediciones Jurídicas A.M. Fernández.
- Gelsi Bidart, Adolfo (1980). Código de Aguas anotado y concordado.
- Gelsi Bidart, Adolfo (1979). Primera lectura de la Ley de segunda instancia y casación civil. Ediciones Idea.
- Gelsi Bidart, Adolfo (1978). Proceso y acto institucional 8. Ediciones Jurídicas, Amalio M. Fernández.
- Gelsi Bidart, Adolfo (1977). Cuestiones de la organización procesal. A.M. Fernández.
- Gelsi Bidart, Adolfo (1977). Estudio del derecho agrario. Acali Editorial.
- Gelsi Bidart, Adolfo (1974). Garantías procesales y conflictos socio-políticos. Ediciones Jurídicas A. M. Fernández.
- Gelsi Bidart, Adolfo (1970). Organización judicial Uruguay. Ministerio de Justicia, Comisión General de Codificación.
- Gelsi Bidart, Adolfo (1967). Cuestiones de derecho rural. Centro Estudiantes de Derecho, Librería de la Universidad.
- Gelsi Bidart, Adolfo (1949). De las nulidades en los actos procesales. Facultad de Derecho y Ciencias Sociales de la Universidad de la República.